# Akrobatik
Jared Bridgeman (Boston, Massachusetts, EE. UU; 3 de mayo de 1974), conocido artísticamente como Akrobatik es un rapero estadounidense. Ha colaborado en numerosas ocasiones con raperos de la ciudad de Dorchester, y ha formado un grupo de rap con rapero Mr. Lif y DJ Fakts One llamado The Perceptionists.
La música de Akrobatik ha aparecido en series de televisión como The Wire de HBO y Playmakers de ESPN, en películas como Date Movie y Wholetrain, y en videojuegos como NBA Live '06, Amplitude, Frequency y Need for Speed: Most Wanted.

## Carrera
En 1998, Akrobatik lanzó su primer sencillo, "Ruff Enuff", en el sello Detonator Records de Boston. Le siguieron "Say Yes Say Word" y "Internet MCs".
En 2003, Akrobatik lanzó su primer álbum llamado Balance. Obtuvo el puesto número 4 en la lista "Hip-Hop 2003" de CMJ.
En diciembre de 2005, Akrobatik firmó con Fat Beats Records, Y lanzó su segundo álbum de estudio titulado Absolute Value en 2008. El álbum recibió críticas positivas por parte de AllMusic, HipHopDX y PopMatters.
En 2011, Akrobatik sufrió la ruptura de una válvula cardíaca y fue trasladado de urgencia al Hospital General de Massachusetts, donde se sometió a una cirugía de reemplazo de válvula de emergencia.
En 2014, Akrobatik lanzó un álbum, Built to Last, que fue catalogado por Spin como uno de los 40 mejores álbumes de hip-hop del año.

## Discografía

### Álbumes
- Balance (2003)
- Absolute Value (2008)
- Built to Last (2014)

### Álbumes recopilatorios
- Detonator Records Vol.1 Compilation (2002) (con C-Rayz Walz, Breez Evahflowin', and Snacky Chan)
- The Lost Adats (2003)
- Essential Akrobatik, Vol. 1 (2007)

### EPs
- The EP (2002)

### Sencillos
- Ruff Enuff (1998)
- Woman (1998)
- Say Yes Say Word (1999)
- Internet MCs (2000)
- U Got It (2001)
- Hypocrite (2002)
- Strictly for the DJ's (2002)
- Remind My Soul (2003)
- A to the K (2006)
- Beast mode (2006)
- Put Ya Stamp on It (2008)
- Alive (2012)
- Adapt and Prosper (2017)
- Verbal Assault (2017) (con Edo G and King T)